# Chloroneb
Chloroneb (1,4-Dichlor-2,5-dimethoxybenzol) ist eine chemische Verbindung aus der Gruppe der Dimethoxybenzole. Sie wird als Fungizid verwendet.

## Gewinnung und Darstellung
Chlorneb kann durch Chlorierung von p-Dimethoxybenzol gewonnen werden.

## Zulassung
Chloroneb ist in der EU nicht als Wirkstoff von Pflanzenschutzmitteln zugelassen. Auch in der Schweiz sind keine Pflanzenschutzmittel mit diesem Wirkstoff zugelassen.